# Paracantha culta
Paracantha culta är en tvåvingeart som först beskrevs av Christian Rudolph Wilhelm Wiedemann 1830.  Paracantha culta ingår i släktet Paracantha och familjen borrflugor. Inga underarter finns listade i Catalogue of Life.